# 彼得森鎮區 (愛荷華州克萊縣)
彼得森鎮區（英語：Peterson Township）是位於美國愛荷華州克萊縣的一個行政鎮區。

## 地方資料
根據2010年美國人口普查的數據，彼得森鎮區的面積為92.58平方千米，當中陸地面積為92.58平方千米，而水域面積為0.00平方千米。當地共有人口555人，而人口密度為每平方千米5.99人。